# Walter Aristizábal
Walter Fernando Aristizabal Serna (El Cairo, Valle del Cauca, Colombia; 13 de abril de 1966) es un entrenador colombiano de fútbol. Actualmente dirige al 9 de Octubre de la Serie B de Ecuador.

## Trayectoria

### Deportivo Pereira, Deportes Quindío y Real Cartagena
Se destaca como uno de los más importantes que ha pasado por el Deportivo Pereira. Walter se encargó de sacar al equipo del descenso en el que se encontraba enterrado (1998-2000). También lo clasificó a los cuadrangulares finales en Colombia, por consiguiente, Deportivo Pereira estuvo lejos de la tabla del descenso en gran parte de su dirección técnica.
En el 2004 , asumió la dirección técnica del Deportes Quindío para el Torneo Finalización. Luego, durante un tiempo fue el director deportivo del Florida Soccer de Itagüí (actualmente Orsomarso SC).
En el 2006 , después la salida de Julio Comesaña , asume el cargo de nuevo técnico del Real Cartagena con el objetivo de disputar el descenso; Objetivo logrado ya que realizó una buena campaña manteniendo el equipo en la Primera A.

### Deportivo Pereira
En mayo de 2010, luego de la renuncia del argentino Oscar Héctor Quintabani asume por cuarta vez la dirección técnica del Deportivo Pereira. Renunciando al equipo el 26 de septiembre de 2010, en la fecha 11 del Torneo Finalización.

### Pacífico Buenaventura
El 24 de diciembre de 2010 es confirmado como nuevo técnico del Pacífico Fútbol Club en la Categoría Primera B.

### Unión Comercio y Alianza Atlético
El 8 de abril de 2014 es nombrado como nuevo Director Técnico del equipo Unión Comercio de Perú, equipo de primera categoría del torneo Inca.  Este es su primer roce internacional como director técnico de un equipo de fútbol.
Finalizando el Torneo 2014 deja al equipo Unión Comercio tercer (3) puesto de 16 equipos con 28 puntos detrás de Alianza Lima y Sporting Cristal cada uno con 33 puntos. Como resultado de la excelente campaña logra clasificación a la Copa Sudamericana 2015. En diciembre de 2016 se marcha del club en esta primera etapa.
Entre el 10 de julio y el 27 de noviembre de 2017 dirigió al Alianza Atlético Sullana. 
El 8 de enero de 2018 regreso al Unión Comercio. Se marcharía el 24 de abril de 2018 en la fecha 13 del campeonato en el eque marchaba en la última posición producto de una victoria, tres ampates y nueve derrotas.
El 13 de agosto de 2019 asume por tercera oportunidad la dirección técnica del equipo. Dirige hasta el 24 de noviembre de 2019 cuando desciende a la Liga 2 (Perú) tras perder en condición de local 2-3 frente a Alianza Lima.

### Club Llaneros
Luego de dirigir durante 6 temporadas en el fútbol del Perú, en el año 2021 firma como nuevo director técnico del equipo Club Llaneros de su natal Colombia, en esta temporada perdió la final del ascenso de una manera muy polémica frente al Unión Magdalena, dicho encuentro causó tanta relevancia que hasta la misma Interpol abrió un expediente para investigar lo sucedido. Ya en 2022 es despedido el día 2 de abril habiendo sumado tan solo 9 unidades de 27 posibles.

### La Troncal FC
El 15 de septiembre de 2023 fue presentado oficialmente para dirigir a La Troncal FC de la Segunda Categoría de Ecuador.

## Clubes

### Otros cargos
| Club                             | País     | Año         | Rol                |
| -------------------------------- | -------- | ----------- | ------------------ |
| Ferro Club                       | Colombia | 1992 - 1997 | Formador           |
| Deportivo Pereira                | Colombia | ?           | Formador           |
| Selección de fútbol de Risaralda | Colombia | ?           | Formador           |
| Florida Soccer de Itagüí         | Colombia | ?           | Director deportivo |
| Deportivo Pereira                | Colombia | 2007        | AT de Hugo Castaño |

### Como entrenador
| Club                     | País     | Año         |
| ------------------------ | -------- | ----------- |
| Deportivo Pereira        | Colombia | 2000 - 2001 |
| Deportivo Pereira        | Colombia | 2003        |
| Deportes Quindío         | Colombia | 2004        |
| Deportivo Pereira        | Colombia | 2005 - 2006 |
| Real Cartagena           | Colombia | 2006        |
| Deportivo Pereira        | Colombia | 2010        |
| Pacífico Buenaventura    | Colombia | 2011        |
| Depor Aguablanca         | Colombia | 2011        |
| Pacífico Buenaventura    | Colombia | 2011        |
| Unión Comercio           | Perú     | 2014 - 2016 |
| Alianza Atlético Sullana | Perú     | 2017        |
| Unión Comercio           | Perú     | 2018        |
| Unión Comercio           | Perú     | 2019        |
| Llaneros                 | Colombia | 2021 - 2022 |
| La Troncal FC            | Ecuador  | 2023 - 2025 |
| 9 de Octubre             | Ecuador  | 2025-act.   |

## Estadísticas como entrenador
| Deportivo Pereira · Colombia    | 1ª    | 2010   | 11  | 1  | 5  | 5  | 6  | 3 | 2 | 1 | - | - | - | - | 17  | 4  | 7  | 6  | 37.26% |
| Deportivo Pereira · Colombia    | Total | Total  | 11  | 1  | 5  | 5  | 6  | 3 | 2 | 1 | 0 | 0 | 0 | 0 | 17  | 4  | 7  | 6  | 37.26% |
| Unión Comercio · Perú           | 1ª    | 2014   | 30  | 15 | 4  | 11 | 14 | 3 | 6 | 5 | - | - | - | - | 44  | 18 | 10 | 16 | 48.49% |
| Unión Comercio · Perú           | 1ª    | 2015   | 32  | 12 | 8  | 12 | 8  | 4 | 3 | 1 | 2 | 0 | 1 | 1 | 40  | 16 | 12 | 14 | 50%    |
| Unión Comercio · Perú           | 1ª    | 2016   | 44  | 14 | 14 | 16 | -  | - | - | - | - | - | - | - | 44  | 14 | 14 | 16 | 42.43% |
| Unión Comercio · Perú           | 1ª    | V-2018 | 13  | 1  | 3  | 9  | -  | - | - | - | - | - | - | - | 13  | 1  | 3  | 9  | 15.38% |
| Unión Comercio · Perú           | 1ª    | C-2019 | 15  | 5  | 3  | 7  | -  | - | - | - | - | - | - | - | 15  | 5  | 3  | 7  | 40%    |
| Unión Comercio · Perú           | Total | Total  | 134 | 47 | 32 | 55 | 22 | 7 | 9 | 6 | 2 | 0 | 1 | 1 | 158 | 54 | 42 | 62 | 43.04% |
| Alianza Atlético Sullana · Perú | 1ª    | 2017   | 20  | 4  | 5  | 11 | -  | - | - | - | - | - | - | - | 20  | 4  | 5  | 11 | 28.33% |
| Alianza Atlético Sullana · Perú | Total | Total  | 20  | 4  | 5  | 11 | 0  | 0 | 0 | 0 | 0 | 0 | 0 | 0 | 20  | 4  | 5  | 11 | 28.33% |
| Club Llaneros · Colombia        | 2ª    | 2021   | 30  | 12 | 8  | 10 | 8  | 3 | 4 | 1 | - | - | - | - | 38  | 15 | 12 | 11 | 50%    |
| Club Llaneros · Colombia        | 2ª    | 2022   | 9   | 2  | 3  | 4  | 4  | 2 | 1 | 1 | - | - | - | - | 13  | 4  | 4  | 5  | 41.03% |
| Club Llaneros · Colombia        | Total | Total  | 39  | 14 | 11 | 14 | 12 | 5 | 5 | 2 | 0 | 0 | 0 | 0 | 51  | 19 | 16 | 16 | 47.71% |
| Total                           | Total | 1      | 0   | 0  | 1  | 0  | 0  | 0 | 0 | 0 | 0 | 0 | 0 | 1 | 0   | 0  | 1  | 0% |        |
| 1. 2.                           |       |        |     |    |    |    |    |   |   |   |   |   |   |   |     |    |    |    |        |

## Palmarés

### Como entrenador
| Título              | Club              | País     | Año  |
| ------------------- | ----------------- | -------- | ---- |
| Categoría Primera B | Deportivo Pereira | Colombia | 2000 |